# Casa di Colombo (Genua)

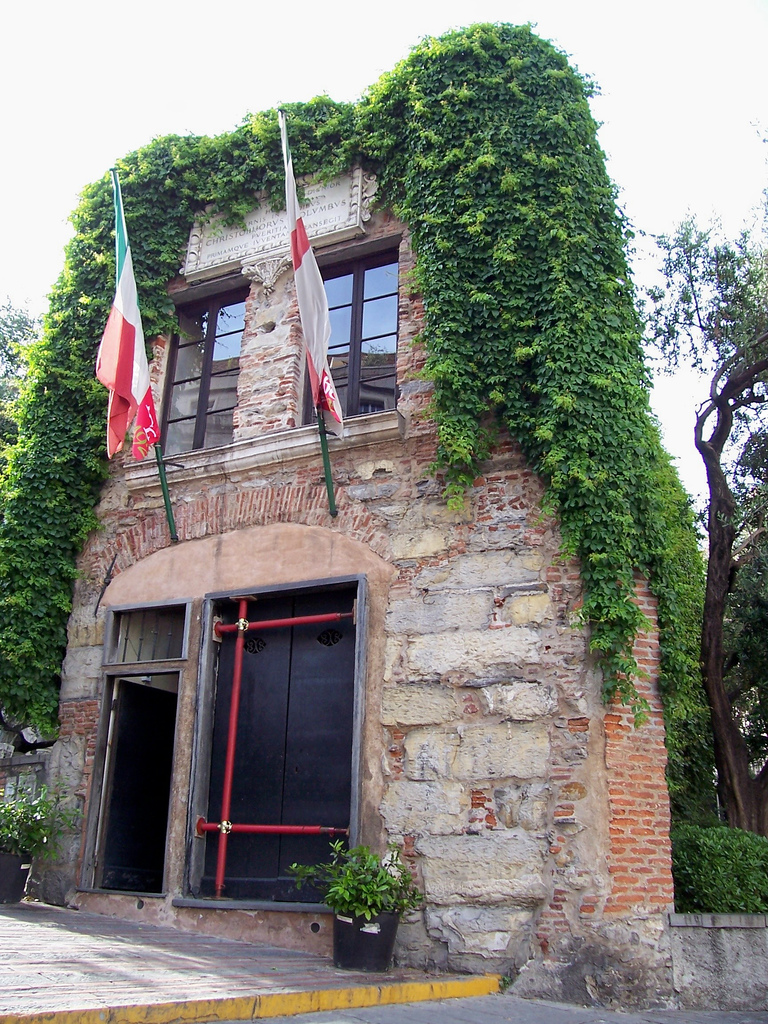
Dom Krzysztofa Kolumba.

Dom Krzysztofa Kolumba (wł.: Casa di Colombo) - zabytkowy budynek w Genui będący XVII-wieczną rekonstrukcją domu, w którym według tradycji spędził swoją młodość Krzysztof Kolumb. Ulokowany przy Piazza Dante. Aktualnie w domu znajduje się muzeum z pamiątkami po żeglarzu.